# Turnês de Avril Lavigne

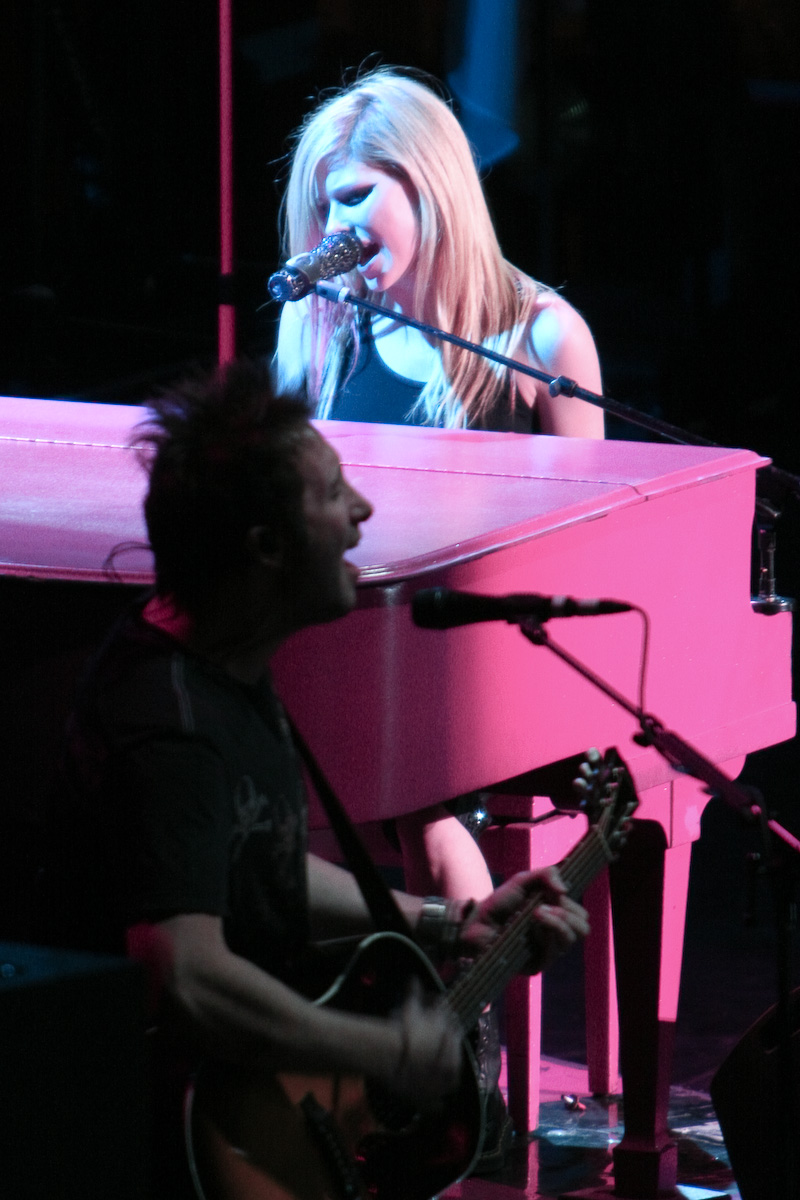
Avril Lavigne tocando a canção "When You're Gone" em seu piano na The Best Damn Tour

As turnês de Avril Lavigne já percorreram países de todos os continentes. Avril já fez mais de 400 espetáculos oficiais ao redor do mundo, até 2011, sendo os Estados Unidos o líder em apresentações à frente do Canadá, Inglaterra e Japão.
A primeira turnê, Try to Shut Me Up Tour, em 2003, originou o lançamento do seu primeiro álbum de vídeo, My World. Ao final de 2004, Lavigne, novamente, lançou mais uma turnê, a mais longa até agora, com 142 espetáculos, e que foi dividida em duas partes: Bonez Tour 2004 - Eyes e Bonez Tour 2005. Dessa vez, Avril divulgou seu segundo álbum Under My Skin. Sua maior turnê durou um ano, iniciada em Munique e encerrando em São Paulo, Brasil.
Depois do lançamento do álbum The Best Damn Thing, Lavigne inicia a divulgação investindo ainda mais em espetáculos e em apresentações. Ela fez show acústico para anunciar sua próxima turnê, no Whisky a Go Go, em West Hollywood, Califórnia. Em 2008 foi lançada a The Best Damn Tour, que teve início no Canadá e término em Pequim, na China, no estádio Wukesong Arena Beijing. Essa turnê foi a única a ter coreografia com a participação de dançarinas que haviam entrado na equipe em 2007.
Após 3 anos de recesso, Avril retorna com a The Black Star Tour, uma turnê mais simples, focada especialmente no poder vocal da cantora e com as músicas. Os shows tem como base o 4° álbum de estúdio, Goodbye Lullaby. Essa foi a segunda vez que a canadense visitou a América Latina e o Brasil. Teve início em Pequim, China, com uma participação no festival Valley International Music. Ela percorreu mais 10 países na Ásia, 13 na Europa, 27 na América e terminou com uma apresentação na Malásia no Merdeka Stadium em 18 de fevereiro de 2012.
Em 2014, a cantora apresentou a The Avril Lavigne Tour' que é a turnê de suporte de seu quinto álbum autointitulado. Teve início na Ásia em 2014 com apresentações na China, Japão, Coreia do Sul, Malásia entre outros países. E já foi confirmado 5 apresentações no Brasil sendo duas em São Paulo e uma no Rio de Janeiro uma em Brasília e Belo Horizonte, uma em Santiago no Chile e uma em Buenos Aires na Argentina.

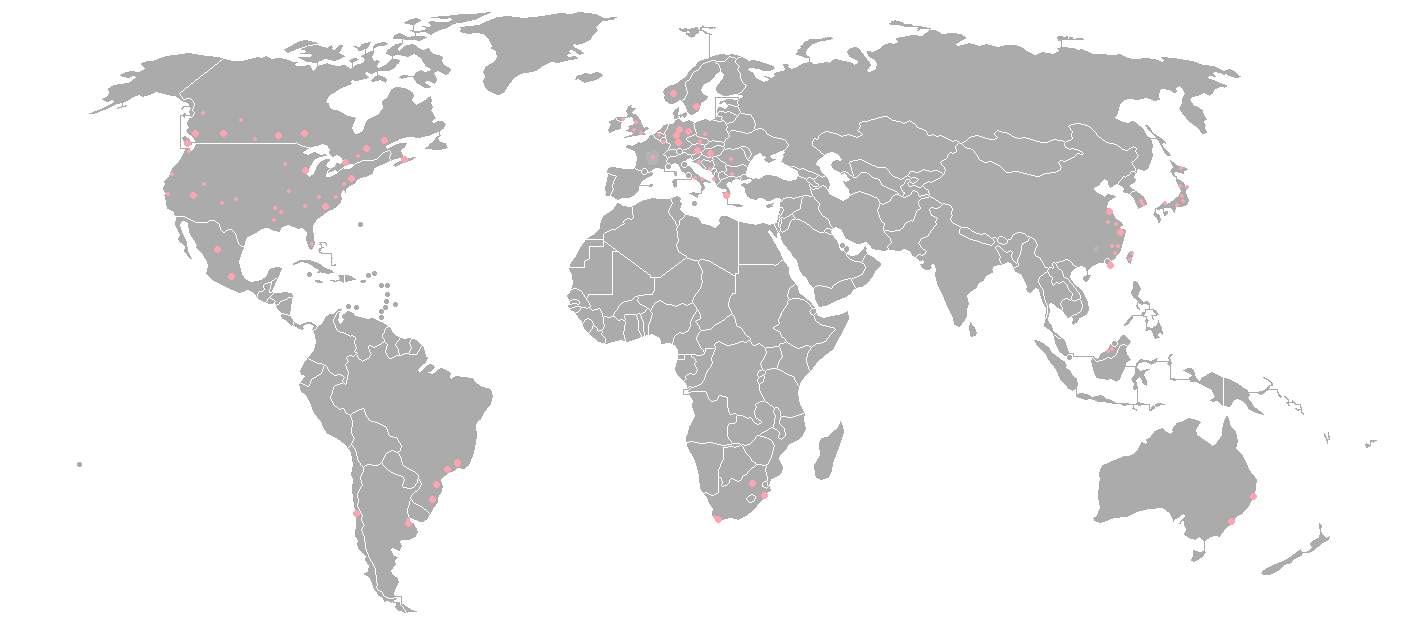
Mapa por onde Lavigne passou com suas turnês

## Try to Shut Me Up Tour
Iniciada em 23 de janeiro de 2003 e finalizada em 4 de junho do mesmo ano, A turnê incluía todos as canções de Lavigne, e outras versões como Knockin' on Heaven's Door e Basket Case. Em quase seis meses em volta do mundo, Avril Lavigne fez 36 shows oficiais. Em sua primeira turnê, ela chamou a banda canadense Simple Plan para ser a abertura dos shows, que começou em 15 de abril de 2003, em Cleveland, até 17 de maio em Philly, nos Estados Unidos.
O site Orlando Florida Guide, fez uma resenha do show de Avril Lavigne em Duluth, Geórgia, nos EUA. A banda Gob fez a abertura do concerto, e logo após a banda Simple Plan. Depois a cantora entrou no palco com um machucado em um acidente ocorrido com um skate. No local havia pessoas de várias idades com um público superior a 11 mil pagantes. O espetáculo começa com a canção Sk8er Boi, e segundo Michael Montes crítico do site, o hit destaque foi a música Knocking on Heaven's Door.
1. "Sk8er Boi"
2. "Nobody's Fool"
3. "Mobile"
4. "Anything But Ordinary"
5. "Losing Grip"
6. "Naked"
7. "Too Much to Ask"
8. "I Don't Give"
9. "Basket Case" (Green Day cover)
10. "My World"
11. "I'm with You"
12. "Complicated"
13. "Unwanted"
14. "Tomorrow"
15. "Knockin' on Heaven's Door" (Bob Dylan cover)
16. "Things I'll Never Say"

### Atos de Abertura
- Simple Plan
- Our Lady Peace
- Gob
- Swollen Members

### Datas e locais

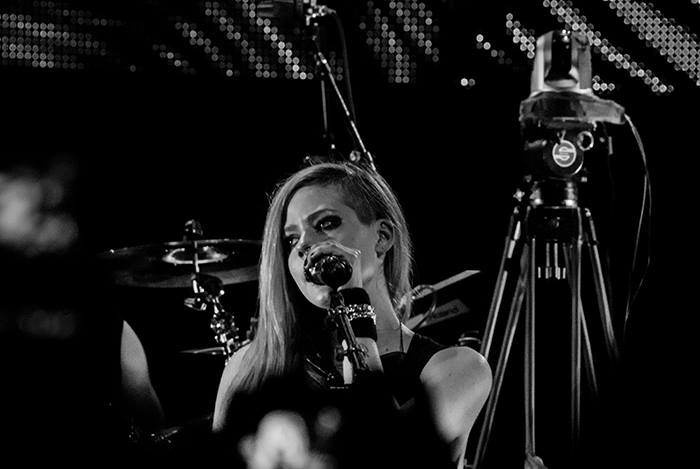
Avril Lavigne em São Paulo.

| América do Norte          |                |                |                                    |
| 5 de dezembro de 2002[A]  | Buffalo        | Estados Unidos | HSBC Arena                         |
| 7 de dezembro de 2002     | Baltimore      | Estados Unidos | Bohager's Nightclub                |
| 12 de dezembro de 2002[B] | Nova York      | Estados Unidos | Madison Square Garden              |
| 14 de dezembro de 2002    | Atlanta        | Estados Unidos | The Tabernacle                     |
| 15 de dezembro de 2002[B] | Miami          | Estados Unidos | American Airlines Arena            |
| 17 de dezembro de 2002[C] | Denver         | Estados Unidos | Pepsi Center                       |
| 19 de dezembro de 2002[B] | Anaheim        | Estados Unidos | Arrowhead Pond Of Anaheim          |
| 20 de dezembro de 2002    | Modesto        | Estados Unidos | State Theatre                      |
| 21 de dezembro de 2002[D] | Tacoma         | Estados Unidos | Tacoma Dome                        |
| 6 de janeiro de 2003      | Hartford       | Estados Unidos | Connecticut Expo Center            |
| 12 de janeiro de 2003[E]  | Washington D.C | Estados Unidos | Nation Centre                      |
| 14 de janeiro de 2003     | Columbus       | Estados Unidos | Veterans Memorial Auditorium       |
| 15 de janeiro de 2003     | Kansas City    | Estados Unidos | Kansas City Memorial Hall          |
| Ásia                      |                |                |                                    |
| 23 de janeiro de 2003     | Singapura      | Singapura      | Suntec Singapore Theatre           |
| 29 de janeiro de 2003     | Seul           | Coreia do Sul  | Millennium Hall                    |
| Europa                    |                |                |                                    |
| 3 de março de 2003        | Copenhagen     | Dinamarca      | K.B Hallen                         |
| 4 de março de 2003        | Oslo           | Noruega        | Rockefeller Music Hall             |
| 6 de março de 2003        | Estocolmo      | Suécia         | Annexet                            |
| 8 de março de 2003        | Bruxelas       | Bélgica        | Ancienne Belgique                  |
| 9 de março de 2003        | Berlim         | Alemanha       | Columbiahalle                      |
| 10 de março de 2003       | Colônia        | Alemanha       | Palladium                          |
| 12 de março de 2003       | Munique        | Alemanha       | Zénith Münich                      |
| 13 de março de 2003       | Milão          | Itália         | L'Alcatraz                         |
| 14 de março de 2003       | Zurique        | Suíça          | Volkshaus                          |
| 16 de março de 2003       | Hamburgo       | Alemanha       | Congress Centrum                   |
| 17 de março de 2003       | Amsterdã       | Países Baixos  | Heineken Music Hall                |
| 18 de março de 2003       | Paris          | França         | Le Zénith                          |
| 20 de março de 2003       | Birmingham     | Reino Unido    | Carling Academy Birmingham         |
| 21 de março de 2003       | Manchester     | Reino Unido    | Manchester Apollo                  |
| 22 de março de 2003       | Glasgow        | Reino Unido    | Barrowlands                        |
| 24 de março de 2003       | Dublin         | Irlanda        | Point Theatre                      |
| 25 de março de 2003       | Londres        | Reino Unido    | Brixton Academy                    |
| 26 de março de 2003       | Londres        | Reino Unido    | Brixton Academy                    |
| 27 de março de 2003       | Londres        | Reino Unido    | Brixton Academy                    |
| América do Norte          |                |                |                                    |
| 9 de abril de 2003        | Toronto        | Canadá         | Air Canada Centre                  |
| 10 de abril de 2003       | Ottawa         | Canadá         | Corel Centre                       |
| 11 de abril de 2003       | Montreal       | Canadá         | Molson Centre                      |
| 13 de abril de 2003       | Londres        | Canadá         | John Labatt Centre                 |
| 15 de abril de 2003       | Cleveland      | Estados Unidos | CSU Convocation Center             |
| 16 de abril de 2003       | Pittsburgh     | Estados Unidos | Petersen Events Center             |
| 17 de abril de 2003       | Indianápolis   | Estados Unidos | Conseco Fieldhouse                 |
| 19 de abril de 2003       | Chicago        | Estados Unidos | UIC Pavilion                       |
| 20 de abril de 2003       | St. Paul       | Estados Unidos | Xcel Energy Center                 |
| 21 de abril de 2003       | Winnipeg       | Canadá         | Winnipeg Arena                     |
| 23 de abril de 2003       | Calgary        | Canadá         | Pengrowth Saddledome               |
| 24 de abril de 2003       | Edmonton       | Canadá         | Skyreach Centre                    |
| 26 de abril de 2003       | Vancouver      | Canadá         | General Motors Place               |
| 27 de abril de 2003       | Portland       | Estados Unidos | Memorial Coliseum                  |
| 28 de abril de 2003       | Tacoma         | Estados Unidos | Tacoma Dome                        |
| 30 de abril de 2003       | San Jose       | Estados Unidos | HP Pavilion                        |
| 1 de maio de 2003         | Long Beach     | Estados Unidos | Long Beach Convention Center       |
| 2 de maio de 2003         | Phoenix        | Estados Unidos | Arizona Veterans Memorial Coliseum |
| 4 de maio de 2003         | Dallas         | Estados Unidos | Fair Park Coliseum                 |
| 5 de maio de 2003         | San Antonio    | Estados Unidos | Freeman Coliseum                   |
| 6 de maio de 2003         | Houston        | Estados Unidos | Reliant Arena                      |
| 8 de maio de 2003         | Duluth         | Estados Unidos | Gwinnett Center                    |
| 9 de maio de 2003         | St. Louis      | Estados Unidos | Savvis Center                      |
| 10 de maio de 2003        | Auburn Hills   | Estados Unidos | The Palace of Auburn Hills         |
| 12 de maio de 2003        | Fairfax        | Estados Unidos | Patriot Center                     |
| 13 de maio de 2003        | Uniondale      | Estados Unidos | Nassau Veterans Memorial Coliseum  |
| 15 de maio de 2003        | Lowell         | Estados Unidos | Paul E. Tsongas Arena              |
| 17 de maio de 2003        | Filadélfia     | Estados Unidos | First Union Spectrum               |
| 18 de maio de 2003        | Buffalo        | Estados Unidos | HSBC Arena[F]                      |
| Ásia                      |                |                |                                    |
| 27 de maio de 2003        | Osaka          | Japão          | Zepp Osaka                         |
| 29 de maio de 2003        | Tóquio         | Japão          | Nippon Budokan                     |
| Oceania                   |                |                |                                    |
| 1 de junho de 2003        | Melbourne      | Austrália      | Rod Laver Arena                    |
| 2 de junho de 2003        | Sydney         | Austrália      | Sydney Entertainment Centre        |
| 3 de junho de 2003        | Sydney         | Austrália      | Sydney Entertainment Centre        |
| 4 de junho de 2003        | Brisbane       | Austrália      | Brisbane Entertainment Centre      |

Festivais e Concertos Especiais
A  Este show faz parte do Kiss 98.5 Kissmas Bash
B  Estes shows fazem parte do Jingle Ball Festival
C  Este show faz parte do festival 95.7 FM Kissas Ball
D  Este show faz parte do festival 106.1 Jingle Ball Bash
E  Este show faz parte do festival Hot 99.5 Mess Fest
F  Este show foi gravado e lançado no DVD My World.

### Dados de faturamento da turnê
| Local do evento                   | Cidade       | Ingressos Vendidos/Disponíveis | Faturamento |
| --------------------------------- | ------------ | ------------------------------ | ----------- |
| Connecticut Expo Center           | Hartford     | 6,058 / 6,058 (100%)           | $ 78,523    |
| John Labatt Centre                | London       | 9,157 / 9,157 (100%)           | $ 221,673   |
| CSU Convocation Center            | Cleveland    | 9,954 / 9,954 (100%)           | $ 241,545   |
| Conseco Fieldhouse                | Indianápolis | 9,193 / 12,852 (71%)           | $ 255,942   |
| UIC Pavilion                      | Chicago      | 8,853 / 8,853 (100%)           | $ 249,090   |
| Winnipeg Arena                    | Winnipeg     | 11,511 / 11,511 (100%)         | $ 272,141   |
| Pengrowth Saddledome              | Calgary      | 13,723 / 13,723 (100%)         | $ 324,665   |
| Skyreach Centre                   | Edmonton     | 13,471 / 13,471 (100%)         | $ 319,270   |
| General Motors Place              | Vancouver    | 14,872 / 14,872 (100%)         | $ 347,267   |
| Tacoma Dome                       | Tacoma       | 11,875 / 15,295 (78%)          | $ 305,025   |
| HP Pavilion                       | San Jose     | 13,380 / 13,380 (100%)         | $ 399,205   |
| Long Beach Arena                  | Long Beach   | 12,713 / 12,713 (100%)         | $ 412,818   |
| Gwinnett Civic Center Arena       | Duluth       | 10,306 / 10,306 (100%)         | $ 294,580   |
| Savvis Center                     | St. Louis    | 13,192 / 14,761 (89%)          | $ 352,443   |
| The Palace of Auburn Hills        | Auburn Hills | 15,781 / 15,781 (100%)         | $ 419,290   |
| Nassau Veterans Memorial Coliseum | Uniondale    | 14,327 / 14,327 (100%)         | $ 388,298   |
| Tsongas Arena                     | Lowell       | 15,024 / 15,024 (100%)         | $ 507,944   |
| First Union Spectrum              | Philadelphia | 13,657 / 13,657 (100%)         | $ 382,219   |
| HSBC Arena                        | Buffalo      | 11,000 / 11,000 (100%)         | $ 234,810   |
| TOTAL                             | TOTAL        | 224,874 / 236,695 (95%)        | $6,006,748  |

## The Bonez Tour
A turnê do álbum Under My Skin foi nomeada de The Bonez Tour e teve 143 shows ao longo de um ano. Começou em Munique na Alemanha e se encerrou em São Paulo no  Brasil. A turnê foi dividida em duas partes: a primeira fase em 2004 chamada de Bonez Tour 2004 - Eyes, e a segunda fase em 2005, nomeada de Bonez Tour 2005.
A composição da canção "Slipped Away", que estava incluída no repertório dessa turnê e no segundo álbum de estúdio, relata a perda de seu avô, quando Avril estava na Try to Shut Me Up Tour em 2003.
Uma resenha do site About.com da turnê em 23 de julho de 2005 em Moline, Illinois, deu 4 estrelas de uma escala que vai até 5, destacando pela organização do evento, os sistemas de som, e as músicas "Sk8er Boi" "Fall to Pieces" e "Complicated" que foi o momento mais marcante do show, segundo o site.

### Apresentações no Brasil
A cantora fez quatro apresentações em sua primeira passagem pelo Brasil, que ocorreu em setembro de 2005: dia 21 em Porto Alegre, dia 23 em Curitiba, dia 24 no Rio de Janeiro, com mais de 12 mil pessoas presentes, e dia 25 em São Paulo. Os ingressos custaram entre 60 e 140 reais. A abertura dos shows foi feita pela banda Leela, exceto em Porto Alegre, onde a banda Drive a realizou. Na mesma época em que circulavam as notícias sobre a vinda da cantora no Brasil, a Rádio Transamérica fez premiações, em sua grade de programações, para os ingressos dos espetáculos da canadense em São Paulo e no Rio. O portal UOL foi um dos patrocinadores das apresentações nas quatro cidades, e concedeu benefícios para quem era seu cliente.
| “ | O principal é a recepção calorosa dos fãs, que nunca tinham me visto. Foi um momento especial, que eu nunca vou esquecer. E o último dia então, nem se fala. Toquei para o maior público da minha vida. Foi incrível! Um dos momentos mais importantes da minha carreira. | ” |

Sua chegada ao Brasil causou repercussão na mídia nacional, impressa ou eletrônica. O Jornal Hoje, programa jornalístico da Rede Globo, fez uma matéria de três minutos falando de sua vinda ao Brasil e do desempenho de sua carreira até então, destacando suas vendas de discos e dizendo que "Avril Lavigne é um sucesso precoce". Além dessa matéria, ela também deu uma entrevista para o jornal, a primeira no Brasil, na qual disse que "ama ver as roupas dos fãs iguais às dela" e completou dizendo que "já ouviu falar que no Brasil o público é enlouquecido, que as pessoas são divertidas, e por isso espero fazer grandes shows". Zeca Camargo do programa dominical Fantástico, da mesma emissora, também fez uma reportagem sobre a cantora, incluindo entrevistas e curiosidades.
A Rede Record, no programa Domingo Espetacular, também fez uma reportagem em Porto Alegre com Avril, e ela foi entrevistada pela jornalista Lorena Calábria. Avril concedeu entrevistas a Globo News, e para a MTV Brasil. A cantora obteve espaço nos maiores jornais do país, entre eles o O Estado de S. Paulo e Folha de S. Paulo.
O concerto que Avril realizou em São Paulo, em 25 de setembro, no estádio do Pacaembu, contou com a presença de 45 mil pessoas, sendo a maioria menor de dezoito anos, e esse foi o maior show da carreira de Lavigne. Os ingressos promocionais para o show em Curitiba se esgotaram semanas antes do concerto na Pedreira Paulo Leminski. No início do dia, a chuva ameaçou a cair. Capas de chuva de plástico transparente eram vendidas a R$ 5 e até R$ 10 na abertura dos portões do estádio do Pacaembu, às 16h. Logo as pessoas tiveram de recorrer aos camelôs para se proteger da chuva e por causa disso se formou uma imensa fila nos portões do estádio. Meia hora depois a chuva parou e as milhares de pessoas que já estavam no estádio puderam tirar as capas.
| “ | Sabe, o maior show da minha vida foi aí, no Brasil, para mais de 40 mil pessoas | ” |

No Rio de Janeiro houve problemas de impressão em alguns ingressos, com o horário errado de começo do show, adiantado em uma hora. Quando começou o concerto a canadense cantou o hit "Sk8er Boi", tocou guitarra em "My Happy Ending" e piano nas canções "Together" e "Forgotten", e encerrando com um bis de "Complicated", para um público de mais de 12 mil pessoas. Avril disse em uma entrevista para a revista Capricho, concedida em abril de 2008, que voltaria ao Brasil para mais shows em suas futuras turnês. Em maio de 2005, a Google Brasil divulgou um ranking mensal de palavras mais procuradas e o nome da cantora Avril Lavigne apareceu em segundo lugar.
| “ | Obrigada a todos por terem vindo. É a minha primeira vez no Brasil. Estou muito satisfeita por estar aqui | ” |

Em Porto Alegre, Avril cantou as canções "Sk8er Boi", "My Happy Ending", "Fall to Pieces" e "Nobody's Home". Já "Together" e "Forgotten" foram tocadas em seu piano. "Complicated" foi cantada duas vezes. Lavigne também fez um cover de "Song 2", do grupo inglês Blur, e outro do Blink-182, com a canção "All the Small Things".

### Setlist
O setlist foi modificado em maio de 2005, a meio do tour.
1. "He Wasn't"
2. "My Happy Ending"
3. "Take Me Away"
4. "Freak Out"
5. "Sk8er Boi"
6. "Unwanted"
7. "Anything But Ordinary"
8. "Who Knows"
9. "I'm with You"
10. "Naked"
11. "Losing Grip"
12. "Together"
13. "Forgotten"
14. "Tomorrow"
15. "Fall to Pieces"
16. "Nobody's Home" (Acoustic)
17. "Don't Tell Me"
18. "Complicated"
19. "Slipped Away"

1. "Sk8er Boi"
2. "Unwanted"
3. "My Happy Ending"
4. "I Always Get What I Wanted"
5. "Mobile"
6. "I'm with You"
7. "Fall to Pieces"
8. "Don't Tell Me"
9. "Together"
10. "Forgotten"
11. "Nobody's Home"
12. "Who Knows"
13. "Losing Grip"
14. "Take Me Away"
15. "He Wasn't"
16. "All the Small Things" (Blink-182 cover)
17. "Song 2" (Blur cover)
18. "Complicated"

- "Things I'll Never Say" (Somentes em alguns shows)
- "Tomorrow" (during some shows)
- "American Idiot" (Green Day cover) (Somente em alguns shows)

### Atos de Abertura
- Butch Walker
- Bowling For Soup
- Simple Plan
- Nailpin
- Rooster
- Gavin DeGraw
- Tweak
- The Glitterati
- Tolidos
- American HiFi
- Daniela Herrero (Argentina)
- Guffi (Chile)
- Leela (Brasil)

### Datas
| Europa                 |                  |                  |                                            |
| 26 de setembro de 2004 | Munique          | Alemanha         | Olympiahalle                               |
| 27 de setembro de 2004 | Düsseldorf       | Alemanha         | Philipshalle                               |
| 28 de setembro de 2004 | Paris            | França           | Le Zénith                                  |
| 30 de setembro de 2004 | Amsterdã         | Países Baixos    | Heineken Music Hall                        |
| 01 de outubro de 2004  | Bruxelas         | Bélgica          | Forest National                            |
| 3 de outubro de 2004   | Manchester       | Inglaterra       | Manchester Evening News Arena              |
| 4 de outubro de 2004   | Birmingham       | Inglaterra       | National Indoor Arena                      |
| 5 de outubro de 2004   | Belfast          | Inglaterra       | Odyssey Arena                              |
| 6 de outubro de 2004   | Glasgow          | Inglaterra       | Scottish Exhibition and Conference Centre  |
| 9 de outubro de 2004   | Cardiff          | Inglaterra       | Cardiff International Arena                |
| 10 de outubro de 2004  | Londres          | Inglaterra       | Wembley Arena                              |
| 11 de outubro de 2004  | Londres          | Inglaterra       | Wembley Arena                              |
| 12 de outubro de 2004  | Sheffield        | Inglaterra       | Sheffield Arena                            |
| América do Norte       |                  |                  |                                            |
| 25 de outubro de 2004  | Dallas           | Estados Unidos   | American Airlines Center                   |
| 26 de outubro de 2004  | San Antonio      | Estados Unidos   | SBC Center                                 |
| 27 de outubro de 2004  | Nova Orleans     | Estados Unidos   | UNO Lakefront Arena                        |
| 28 de outubro de 2004  | Atlanta          | Estados Unidos   | Philips Arena                              |
| 30 de outubro de 2004  | Hampton          | Estados Unidos   | Hampton Coliseum                           |
| 31 de outubro de 2004  | Filadélfia       | Estados Unidos   | Wachovia Spectrum                          |
| 1 de novembro de 2004  | Boston           | Estados Unidos   | Fleet Center                               |
| 3 de novembro de 2004  | Auburn Hills     | Estados Unidos   | The Palace of Auburn Hills                 |
| 4 de novembro de 2004  | Toronto          | Canadá           | Air Canada Centre                          |
| 5 de novembro de 2004  | Cleveland        | Estados Unidos   | CSU Convocation Center                     |
| 6 de novembro de 2004  | Cincinnati       | Estados Unidos   | U.S. Bank Arena                            |
| 8 de novembro de 2004  | East Rutherford  | Estados Unidos   | Continental Airlines Arena                 |
| 9 de novembro de 2004  | Fairfax          | Estados Unidos   | Patriot Center                             |
| 11 de novembro de 2004 | Chicago          | Estados Unidos   | United Center                              |
| 12 de novembro de 2004 | Milwaukee        | Estados Unidos   | Bradley Center                             |
| 14 de novembro de 2004 | Denver           | Estados Unidos   | Pepsi Center                               |
| 15 de novembro de 2004 | Salt Lake City   | Estados Unidos   | Delta Center                               |
| 16 de novembro de 2004 | Las Vegas        | Estados Unidos   | Thomas & Mack Center                       |
| 17 de novembro de 2004 | Glendale         | Estados Unidos   | Glendale Arena                             |
| 19 de novembro de 2004 | São José         | Estados Unidos   | HP Pavilion                                |
| 20 de novembro de 2004 | San Diego        | Estados Unidos   | iPayOne Center                             |
| 21 de novembro de 2004 | Fresno           | Estados Unidos   | Save Mart Center                           |
| 23 de novembro de 2004 | Portland         | Estados Unidos   | Rose Garden Arena                          |
| 24 de novembro de 2004 | Vancouver        | Canadá           | Pacific Coliseum                           |
| 25 de novembro de 2004 | Kelowna          | Canadá           | Prospera Place                             |
| Ásia                   |                  |                  |                                            |
| 1 de março de 2005     | Osaka            | Japão            | Osaka-jō Hall                              |
| 2 de março de 2005     | Osaka            | Japão            | Osaka-jō Hall                              |
| 4 de março de 2005     | Nagoya           | Japão            | Nagoya Rainbow Hall                        |
| 6 de março de 2005     | Yokohama         | Japão            | Yokohama Arena                             |
| 7 de março de 2005     | Hiroshima        | Japão            | Hiroshima Green Arena                      |
| 8 de março de 2005     | Fukuoka          | Japão            | Marine Messe Fukuoka                       |
| 10 de março de 2005    | Tóquio           | Japão            | Nippon Budokan                             |
| 11 de março de 2005    | Hamamatsu        | Japão            | Hamamatsu Arena                            |
| 12 de março de 2005    | Saitama          | Japão            | Saitama Super Arena                        |
| 14 de março de 2005    | Tóquio           | Japão            | Nippon Budokan                             |
| 15 de março de 2005    | Tóquio           | Japão            | Nippon Budokan                             |
| 16 de março de 2005    | Nagoya           | Japão            | Archi Prefectural Gymnasium                |
| 18 de março de 2005    | Sapporo          | Japão            | Hokkaido Prefectural Sports Center         |
| 20 de março de 2005    | Tóquio           | Japão            | Zepp Tokyo                                 |
| 23 de março de 2005    | Seul             | Coreia do Sul    | Olimpic Fencing Gymnasium                  |
| 25 de março de 2005    | Hong Kong        | Hong Kong        | Hong Kong Convention and Exhibition Centre |
| 27 de março de 2005    | Bangkok          | Tailândia        | Impact Arena                               |
| 29 de março de 2005    | Taipei           | Taiwan           | Taipei Municipal Stadium                   |
| 31 de março de 2005    | Manila           | Filipinas        | Fort Bonifacio                             |
| 2 de abril de 2005     | Singapura        | Singapura        | Singapore Indoor Stadium                   |
| 4 de abril de 2005     | Jakarta          | Indonésia        | Tennis Indoor Senayan                      |
| Oceania                |                  |                  |                                            |
| 6 de abril de 2005     | Perth            | Austrália        | Challenge Stadium                          |
| 8 de abril de 2005     | Adelaide         | Austrália        | Adelaide Entertainment Centre              |
| 9 de abril de 2005     | Melbourne        | Austrália        | Rod Laver Arena                            |
| 11 de abril de 2005    | Brisbane         | Austrália        | Brisbane Entertainment Centre              |
| 12 de abril de 2005    | Sydney           | Austrália        | Sydney Entertainment Centre                |
| 13 de abril de 2005    | Newcastle        | Austrália        | Newcastle Entertainment Centre             |
| África                 |                  |                  |                                            |
| 8 de maio de 2005      | Joanesburgo      | África do Sul    | Coca-Cola Dome                             |
| 10 de maio de 2005     | Durban           | África do Sul    | Westridge Park Tennis Stadium              |
| 13 de maio de 2005     | Cidade do Cabo   | África do Sul    | Bellville Velodrome                        |
| Europa                 |                  |                  |                                            |
| 16 de maio de 2005     | Dublin           | Irlanda          | Point Theatre                              |
| 17 de maio de 2005     | Glasgow          | Reino Unido      | Carling Academy                            |
| 18 de maio de 2005     | Glasgow          | Reino Unido      | Carling Academy                            |
| 20 de maio de 2005     | Londres          | Reino Unido      | HMV Hammersmith Apollo                     |
| 21 de maio de 2005     | Londres          | Reino Unido      | HMV Hammersmith Apollo                     |
| 22 de maio de 2005     | Birmingham       | Reino Unido      | National Exhibition Centre                 |
| 23 de maio de 2005     | Brighton         | Reino Unido      | Brighton Centre                            |
| 25 de maio de 2005     | Lyon             | França           | Halle Tony Garnier                         |
| 26 de maio de 2005     | Marselha         | França           | Le Dôme de Marseille                       |
| 27 de maio de 2005     | Barcelona        | Espanha          | Palau Sant Jordi                           |
| 29 de maio de 2005[A]  | Milão            | Itália           | Cornetto Free Music Festival               |
| 31 de maio de 2005     | Nápoles          | Itália           | Piazza Plebiscito                          |
| 2 de junho de 2005     | Viena            | Áustria          | Gasometer                                  |
| 3 de junho de 2005     | Praga            | República Tcheca | T Mobile Arena                             |
| 5 de junho de 2005     | Budapeste        | Hungria          | Budapest Sports Arena                      |
| 6 de junho de 2005     | Katowice         | Polônia          | Sport Hall                                 |
| 7 de junho de 2005     | Bratislava       | Eslováquia       | Incheba €XPO                               |
| 9 de junho de 2005     | Genebra          | Suíça            | Geneva Arena                               |
| 10 de junho de 2005    | Basileia         | Suíça            | St. Jakobshalle                            |
| 11 de junho de 2005    | Frankfurt        | Alemanha         | Jahrhunderthalle                           |
| 13 de junho de 2005    | Bonn             | Alemanha         | Museumsplatz                               |
| 14 de junho de 2005    | Berlim           | Alemanha         | Treptow Arena                              |
| 15 de junho de 2005    | Boblingen        | Alemanha         | Alsterdorfer Sporthalle                    |
| 16 de junho de 2005    | Hamburgo         | Alemanha         | Stadtpark                                  |
| 18 de junho de 2005[B] | Copenhague       | Dinamarca        | Estádio Parken                             |
| 20 de junho de 2005    | Helsinque        | Finlândia        | Tampereen jäähalli                         |
| 22 de junho de 2005    | Estocolmo        | Suécia           | Stockholm Globe Arena                      |
| 26 de junho de 2005    | Luxemburgo       | Luxemburgo       | Den Atelier                                |
| América do Norte       |                  |                  |                                            |
| 12 de julho de 2005    | Hamilton         | Canadá           | Copps Coliseum                             |
| 13 de julho de 2005    | London           | Canadá           | John Labatt Centre                         |
| 14 de julho de 2005    | Ottawa           | Canadá           | Corel Center                               |
| 15 de julho de 2005    | Toronto          | Canadá           | Air Canada Centre                          |
| 17 de julho de 2005    | Clarkston        | Estados Unidos   | DTE Energy Music Theatre                   |
| 19 de julho de 2005    | Nashville        | Estados Unidos   | Starwood Amphitheatre                      |
| 21 de julho de 2005    | St. Louis        | Estados Unidos   | UMB Bank Pavilion                          |
| 22 de julho de 2005    | Kansas City      | Estados Unidos   | Starlight Theatre                          |
| 23 de julho de 2005    | Moline           | Estados Unidos   | i wireless Center                          |
| 25 de julho de 2005    | Winnipeg         | Canadá           | MTS Centre                                 |
| 26 de julho de 2005    | Regina           | Canadá           | Agridome                                   |
| 27 de julho de 2005    | Saskatoon        | Canadá           | Credit Union Centre                        |
| 29 de julho de 2005    | Edmonton         | Canadá           | Rexall Place                               |
| 30 de julho de 2005    | Calgary          | Canadá           | Pengrowth Saddledome                       |
| 31 de julho de 2005    | Kamloops         | Canadá           | Sport Mart Place                           |
| 2 de agosto de 2005    | Kelowna          | Canadá           | Prospera Place                             |
| 5 de agosto de 2005    | Victoria         | Canadá           | Save On Foods Memorial Centre              |
| 6 de agosto de 2005    | Victoria         | Canadá           | Save On Foods Memorial Centre              |
| 8 de agosto de 2005    | Auburn           | Estados Unidos   | White River Amphitheatre                   |
| 10 de agosto de 2005   | Concord          | Estados Unidos   | Chronicle Pavilion                         |
| 11 de agosto de 2005   | Los Angeles      | Estados Unidos   | Greek Theatre                              |
| 12 de agosto de 2005   | Los Angeles      | Estados Unidos   | Greek Theatre                              |
| 13 de agosto de 2005   | Las Vegas        | Estados Unidos   | The Joint                                  |
| 14 de agosto de 2005   | Albuquerque      | Estados Unidos   | Tingley Coliseum                           |
| 16 de agosto de 2005   | Houston          | Estados Unidos   | Cynthia Woods Mitchell Pavilion            |
| 17 de agosto de 2005   | Dallas           | Estados Unidos   | Smirnoff Music Centre                      |
| 19 de agosto de 2005   | Atlanta          | Estados Unidos   | HiFi Buys Amphitheatre                     |
| 20 de agosto de 2005   | Tampa            | Estados Unidos   | Ford Amphitheatre                          |
| 21 de agosto de 2005   | West Palm Beach  | Estados Unidos   | Sound Advice Amphitheatre                  |
| 23 de agosto de 2005   | Charlotte        | Estados Unidos   | Verizon Wireless Amphitheatre Charlotte    |
| 24 de agosto de 2005   | Raleigh          | Estados Unidos   | Alltel Pavilion                            |
| 25 de agosto de 2005   | Holmdel Township | Estados Unidos   | PNC Bank Arts Center                       |
| 27 de agosto de 2005   | Wantagh          | Estados Unidos   | Jones Beach Amphitheatre                   |
| 28 de agosto de 2005   | Saratoga Springs | Estados Unidos   | Saratoga Performing Arts Center            |
| 29 de agosto de 2005   | Mansfield        | Estados Unidos   | Comcast Center                             |
| 31 de agosto de 2005   | Halifax          | Canadá           | Halifax Metro Center                       |
| 1 de setembro de 2005  | Moncton          | Canadá           | Moncton Coliseum                           |
| 2 de setembro de 2005  | Quebec City      | Canadá           | Colisée Pepsi                              |
| 3 de setembro de 2005  | Montreal         | Canadá           | Bell Centre                                |
| América Latina         |                  |                  |                                            |
| 11 de setembro de 2005 | Monterrey        | México           | Auditorio Coca Cola                        |
| 13 de setembro de 2005 | Cidade do México | México           | Palacio de los Deportes                    |
| 15 de setembro de 2005 | Santiago         | Chile            | Estadio San Carlos de Apoquindo            |
| 17 de setembro de 2005 | Buenos Aires     | Argentina        | Arena Obras Sanitarias                     |
| 18 de setembro de 2005 | Buenos Aires     | Argentina        | Arena Obras Sanitarias                     |
| 21 de setembro de 2005 | Porto Alegre     | Brasil           | Ginásio Gigantinho                         |
| 23 de setembro de 2005 | Curitiba         | Brasil           | Pedreira Paulo Leminski                    |
| 24 de setembro de 2005 | Rio de Janeiro   | Brasil           | Praça da Apoteose                          |
| 25 de setembro de 2005 | São Paulo        | Brasil           | Estádio do Pacaembu                        |

Festivais e Concertos Especiais
A  Este show faz parte do festival Cornetto Free Music Festival
B  Este show faz parte do festival Zulu Rocks

### Dados de faturamento da turnê
| Local do evento            | Cidade       | Ingressos Vendidos / Disponíveis | Faturamento |
| -------------------------- | ------------ | -------------------------------- | ----------- |
| The Palace of Auburn Hills | Auburn Hills | 7,582 / 10,435 (73%)             | $ 261,198   |
| Air Canada Centre          | Toronto      | 28,660 / 29,381 (99%)            | $ 1,018,757 |
| Pacific Coliseum           | Vancouver    | 11,730 / 11,730 (100%)           | $ 375,648   |
| Corel Center               | Ottawa       | 10,475 / 12,712 (82%)            | $ 410,004   |
| MTS Centre                 | Winnipeg     | 11,080 / 11,780 (94%)            | $ 428,828   |
| Rexall Place               | Edmonton     | 10,989 / 11,990 (92%)            | $ 423,058   |
| Auditorio Coca-Cola        | Monterrey    | 7,673 / 12,202 (63%)             | $ 405,565   |
| Estádio do Pacaembu        | São Paulo    | 34,437 / 45,000 (78%)            | $ 835,887   |
| TOTAL                      | TOTAL        | 122,626 / 145,230 (84%)          | $4,158,945  |

## The Best Damn Tour

### Antecedentes
A turnê teve ao todo 110 shows oficiais, que começou na América Anglo-Saxônica, passou pela Europa e encerrou-se na Ásia. A lista de canções  incluía as canções dos álbuns Let Go, Under My Skin e The Best Damn Thing. Esta foi maior turnê de produção de Lavigne na qual foi dirigida por Jamie King. Para promover essa turnê, Avril fez show acústico em Whisky-A-Go-Go, em West Hollywood, na Califórnia em sete de novembro de 2007.
Essa é a primeira vez que bailarinos vão se juntar a canadense no palco, como na hora da música "Girlfriend". Na parte do "Bad Reputation" houve uma montagem de todos os videoclipes da cantora e mostrados em grandes telões presentes. Em 6 de abril Lavigne fez uma pausa em 6 de abril para se apresentar no "Juno Awards", versão canadense do Grammy Awards.
Na Europa, a banda Jonas Brothers foi quem realizou a abertura dos shows. Um álbum de vídeo foi gravado na cidade de Toronto e lançado mundialmente em 9 de setembro, chamado de The Best Damn Tour - Live in Toronto. Os shows de Lavigne na Malásia teve controvérsias do Partido Pan-Islâmico(PAS), que exigiam do Governo do país que impedisse a cantora de fazer concertos no local, dizendo que ela é sexy demais para se apresentar e que ela é considerada um "mau exemplo" para os jovens. Mas as autoridades, depois de várias discussões e acordos entre a cantora e o partido, autorizou seu espetáculo no dia 29 de agosto de 2008. Avril cancelou dois shows, um em San Diego e outro em Phoenix, por causa de problemas com a laringe.
No Show de encerramento da The Best Damn Tour, em Pequim na China no estádio Beijing Olympic basketball, além de ser a primeira vez que Avril Lavigne faz concertos no país. Os ingressos custaram de $ 30 á $ 150. Durante o show houve várias confusões internas, como as pessoas que estavam presentes manifestavam a favor da libertação de Tibet sobre o domínio chinês, e eles começaram a sair de seus lugares protestando, por precaução, os seguranças tiraram a canadense do show, e só tempos depois ela voltou a cantar e não comentou sobre a interrupção que fez. E logo após o espetáculo se encerrou, marcado com problemas de organização e vaias do público.

### Recepção
O site Canoe Jam! do Canadá, fez uma resenha do show em Rexall Place, Edmonton em 12 de março de 2008 dando 3.5 pontos em uma escala que vai até 5, dando destaque a abertura do show com a música Girlfriend entre flashes de luzes com dançarinas de bandeira e os aplausos do público presente.

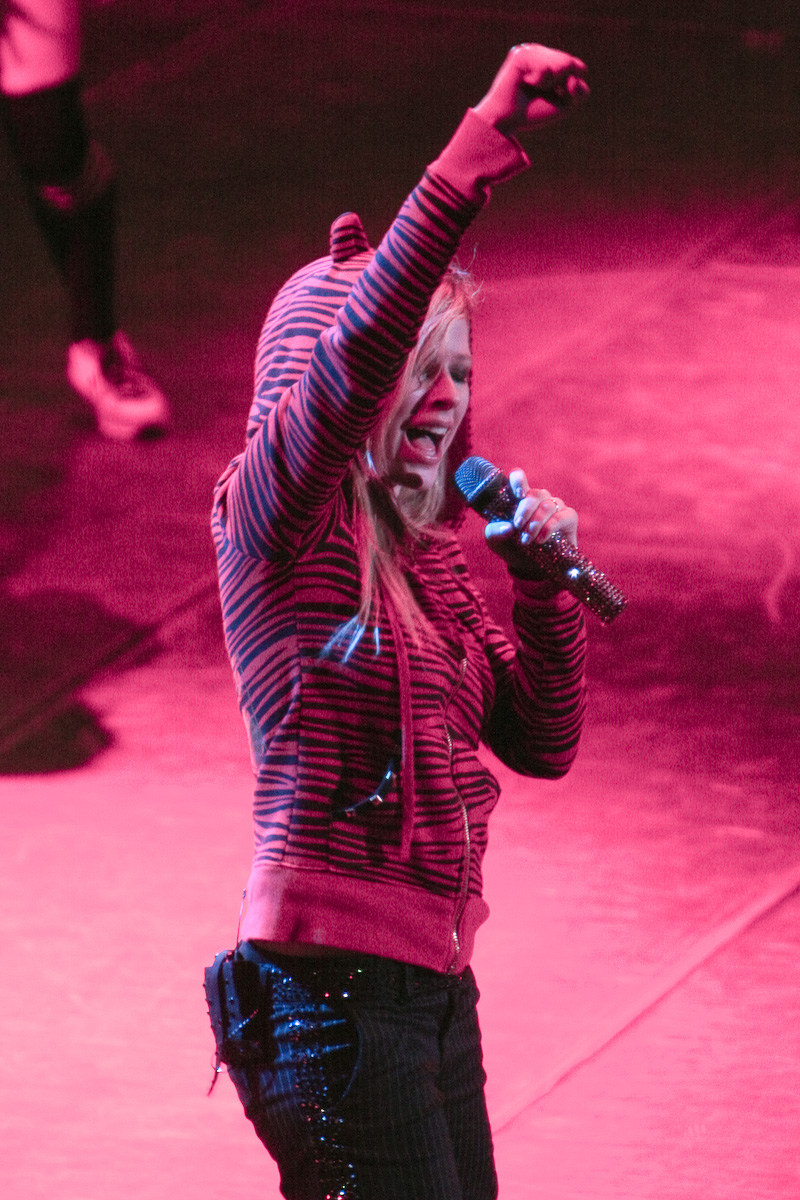
Avril performando em Pequim, China, 2008

No show em John Labatt Centre na cidade de London, Canadá, o mesmo site deu 3 pontos, e dizendo sobre as mais de 9 mil pessoas que estavam presentes. A duração do concerto foi de aproximadamente 80 minutos com várias canções dos seus três álbuns, mudanças de figurino, bailarinos, muitas bandeiras e a Avril na bateria e piano. Em seu figurino Avril usava um top preto e calças com decorações natalinas, com mudança para uma jaqueta do estilo militar. O show foi encerrado com a música "Sk8er Boi".

### Registro
No dia 07 de abril de 2008, Avril Lavigne, gravou seu terceiro álbum vídeo. O registro foi do show apresentado em Toronto, Canadá, na arena Air Canada Centre. O DVD foi lançado em Setembro do mesmo ano, e vendeu mais de 7 mil unidades no Brasil, além de 300 mil do Japão.
1. "Intro"
2. "Girlfriend"
3. "I Can Do Better"
4. "Complicated"
5. "My Happy Ending"
6. "I'm with You"
7. "I Always Get What I Want"
8. "When You're Gone"
9. "Innocence"
10. "Don't Tell Me"
11. "Hot"
12. "Losing Grip"
13. "Bad Reputation" (Joan Jett cover)
14. "Everything Back But You"
15. "Runaway"
16. "Hey Mickey" (Toni Basil cover)
17. "The Best Damn Thing"
18. "I Don't Have to Try"
19. "He Wasn't"
20. "Girlfriend (Dr. Luke Remix)"
21. "Sk8er Boi"

- "Keep Holding On" (Somente em alguns shows)
- "In Too Deep" (Somente em alguns shows)

- Boys Like Girls (América do Norte)
- Jonas Brothers (Europa) (Datas selecionadas)
- The Black List Club
- The Midway State
- Demi Lovato
- illScarlett
- Duke Squad

### Datas e locais
| América do Norte          |                 |                  |                                         |
| 5 de março de 2008        | Victoria        | Canadá           | Save-On-Foods Memorial Centre           |
| 7 de março de 2008        | Vancouver       | Canadá           | General Motors Place                    |
| 8 de março de 2008        | Kamloops        | Canadá           | Interior Savings Centre                 |
| 9 de março de 2008        | Kelowna         | Canadá           | Prospera Place                          |
| 11 de março de 2008       | Prince George   | Canadá           | CN Centre                               |
| 12 de março de 2008       | Edmonton        | Canadá           | Rexall Place                            |
| 13 de março de 2008       | Calgary         | Canadá           | Pengrowth Saddledome                    |
| 15 de março de 2008       | Regina          | Canadá           | Brandt Centre                           |
| 16 de março de 2008       | Saskatoon       | Canadá           | Credit Union Centre                     |
| 18 de março de 2008       | Winnipeg        | Canadá           | MTS Centre                              |
| 20 de março de 2008       | Minneapolis     | Estados Unidos   | Target Center                           |
| 21 de março de 2008       | Rosemont        | Estados Unidos   | Allstate Arena                          |
| 22 de março de 2008       | Auburn Hills    | Estados Unidos   | The Palace of Auburn Hills              |
| 25 de março de 2008       | Pittsburgh      | Estados Unidos   | A.J. Palumbo Center                     |
| 26 de março de 2008       | Cleveland       | Estados Unidos   | Wolstein Center                         |
| 28 de março de 2008       | Atlantic City   | Estados Unidos   | Borgata Casino                          |
| 29 de março de 2008       | Buffalo         | Estados Unidos   | HSBC Arena                              |
| 30 de março de 2008       | East Rutherford | Estados Unidos   | Izod Center                             |
| 1 de abril de 2008        | Boston          | Estados Unidos   | Agganis Arena                           |
| 2 de abril de 2008        | Montreal        | Canadá           | Bell Centre                             |
| 3 de abril de 2008        | Ottawa          | Canadá           | Scotiabank Place                        |
| 7 de abril de 2008        | Toronto         | Canadá           | Air Canada Centre                       |
| 8 de abril de 2008        | Kingston        | Canadá           | K-Rock Centre                           |
| 9 de abril de 2008        | London          | Canadá           | John Labatt Centre                      |
| 11 de abril de 2008       | Uniondale       | Estados Unidos   | Nassau Veterans Memorial Coliseum       |
| 12 de abril de 2008       | Uncasville      | Estados Unidos   | Mohegan Sun Arena                       |
| 13 de abril de 2008       | Manchester      | Estados Unidos   | Verizon Wireless Arena                  |
| 15 de abril de 2008       | Fairfax         | Estados Unidos   | Patriot Center                          |
| 18 de abril de 2008       | Atlanta         | Estados Unidos   | Philips Arena                           |
| 19 de abril de 2008       | Tampa           | Estados Unidos   | Ford Amphitheatre                       |
| 20 de abril de 2008       | West Palm Beach | Estados Unidos   | Sound Advice Amphitheatre               |
| 22 de abril de 2008       | Biloxi          | Estados Unidos   | Hard Rock Hotel and Casino              |
| 24 de abril de 2008       | Hidalgo         | Estados Unidos   | Dodge Arena                             |
| 25 de abril de 2008       | Houston         | Estados Unidos   | Cynthia Woods Mitchell Pavilion         |
| 26 de abril de 2008       | Dallas          | Estados Unidos   | Smirnoff Music Center                   |
| 27 de abril de 2008       | San Antonio     | Estados Unidos   | Verizon Wireless Amphitheater Selma     |
| 29 de abril de 2008       | Las Vegas       | Estados Unidos   | The Pearl at The Palms                  |
| Europa                    |                 |                  |                                         |
| 26 de maio de 2008        | Glasgow         | Escócia          | Carling Academy Glasgow                 |
| 27 de maio de 2008        | Glasgow         | Escócia          | Carling Academy Glasgow                 |
| 29 de maio de 2008        | Manchester      | Inglaterra       | Manchester Evening News Arena           |
| 30 de maio de 2008        | Birmingham      | Inglaterra       | LG Arena                                |
| 31 de maio de 2008        | Cardiff         | País de Gales    | Cardiff International Arena             |
| 1 de junho de 2008        | Plymouth        | Inglaterra       | Plymouth Pavilions                      |
| 3 de junho de 2008        | Bournemouth     | Inglaterra       | Bournemouth International Centre        |
| 4 de junho de 2008        | Londres         | Inglaterra       | The O2 Arena                            |
| 6 de junho de 2008        | Dublin          | Irlanda          | RDS Arena                               |
| 7 de junho de 2008        | Belfast         | Irlanda do Norte | Odyssey Arena                           |
| 9 de junho de 2008        | Luxemburgo      | Luxemburgo       | Rockhal                                 |
| 10 de junho de 2008       | Paris           | França           | Le Zénith                               |
| 12 de junho de 2008       | Bolzano         | Itália           | Palaonda                                |
| 13 de junho de 2008       | Milão           | Itália           | Mediolanum Forum                        |
| 14 de junho de 2008       | Monte Carlo     | Mônaco           | Grimaldi Forum                          |
| 17 de junho de 2008       | Munique         | Alemanha         | Zénith Münich                           |
| 18 de junho de 2008       | Dusseldorf      | Alemanha         | Philipshalle                            |
| 20 de junho de 2008       | Amsterdã        | Holanda          | Heineken Music Hall                     |
| 21 de junho de 2008       | Bruxelas        | Bélgica          | Forest National                         |
| 22 de junho de 2008       | Mannheim        | Alemanha         | Rosengarten                             |
| 23 de junho de 2008       | Dresden         | Alemanha         | Großer Garten                           |
| 24 de junho de 2008       | Berlim          | Alemanha         | Columbiahalle                           |
| 26 de junho de 2008       | Copenhagen      | Dinamarca        | K.B. Hallen                             |
| 28 de junho de 2008       | Estocolmo       | Suécia           | Annexet                                 |
| 30 de junho de 2008       | Helsinque       | Finlândia        | Helsinki Ice Hall                       |
| 1 de julho de 2008        | Tallinn         | Estônia          | Saku Suurhall                           |
| 2 de julho de 2008        | Riga            | Letônia          | Riga Arena                              |
| 3 de julho de 2008        | Vilnius         | Lituânia         | Siemens Arena                           |
| 5 de julho de 2008        | Cracóvia        | Polônia          | Centennial Hall                         |
| 7 de julho de 2008        | Budapeste       | Hungria          | Petofi Csarnok                          |
| 8 de julho de 2008        | Praga           | República Checa  | O2 Prague                               |
| 9 de julho de 2008        | Leoben          | Áustria          | Stehplatz                               |
| América do Norte          |                 |                  |                                         |
| 22 de julho de 2008       | St. Louis       | Estados Unidos   | Verizon Wireless Amphitheater St. Louis |
| 23 de julho de 2008       | Indianápolis    | Estados Unidos   | Verizon Wireless Music Center           |
| 25 de julho de 2008       | Hershey         | Estados Unidos   | Hersheypark Stadium                     |
| 26 de julho de 2008       | Hartford        | Estados Unidos   | New England Dodge Music Center          |
| 28 de julho de 2008       | Cincinnati      | Estados Unidos   | Riverbend Music Center                  |
| 29 de julho de 2008       | Charlotte       | Estados Unidos   | Verizon Wireless Amphitheatre Charlotte |
| 30 de julho de 2008       | Raleigh         | Estados Unidos   | Walnut Creek Amphitheatre               |
| 1 de agosto de 2008[A]    | Bethleham       | Estados Unidos   | Musikfest Grounds                       |
| 3 de agosto de 2008[B]    | Newark          | Estados Unidos   | Toms River Festival                     |
| 5 de agosto de 2008       | Sudbury         | Canadá           | Sudbury Community Arena                 |
| 6 de agosto de 2008       | Toronto         | Canadá           | Molson Amphitheatre                     |
| 8 de agosto de 2008       | Saint John      | Canadá           | Harbour Station                         |
| 9 de agosto de 2008       | Moncton         | Canadá           | Moncton Coliseum                        |
| 10 de agosto de 2008      | Halifax         | Canadá           | Halifax Metro Centre                    |
| 12 de agosto de 2008      | St. John's      | Canadá           | Mile One Centre                         |
| 13 de agosto de 2008      | St. John's      | Canadá           | Mile One Centre                         |
| Ásia                      |                 |                  |                                         |
| 29 de agosto de 2008      | Kuala Lumpur    | Malásia          | Merdeka Stadium                         |
| 1 de setembro de 2008     | Seul            | Coreia do Sul    | Melon-AX Hall                           |
| 3 de setembro de 2008     | Manila          | Filipinas        | Araneta Coliseum                        |
| 5 de setembro de 2008     | Taipei          | Taiwan           | Taipei Arena                            |
| 7 de setembro de 2008     | Singapura       | Singapura        | Singapore Indoor Stadium                |
| 10 de setembro de 2008    | Hamamatsu       | Japão            | Hamamatsu Arena                         |
| 11 de setembro de 2008    | Niigata         | Japão            | Toki Messe                              |
| 13 de setembro de 2008    | Tóquio          | Japão            | Yoyogi National Gymnasium               |
| 14 de setembro de 2008    | Tóquio          | Japão            | Yoyogi National Gymnasium               |
| 16 de setembro de 2008    | Tóquio          | Japão            | Tokyo Dome                              |
| 17 de setembro de 2008    | Nagoya          | Japão            | Nagoya Rainbow Hall                     |
| 18 de setembro de 2008    | Nagoya          | Japão            | Nagoya Rainbow Hall                     |
| 20 de setembro de 2008    | Osaka           | Japão            | Intex Osaka                             |
| 21 de setembro de 2008    | Osaka           | Japão            | Intex Osaka                             |
| 22 de setembro de 2008    | Fukuoka         | Japão            | Marine Messe Fukuoka                    |
| 24 de setembro de 2008    | Hiroshima       | Japão            | Hiroshima Sun Plaza                     |
| 26 de setembro de 2008    | Macau           | China            | Venetian Arena                          |
| 28 de setembro de 2008[C] | Guangzhou       | China            | Guangzhou Gymnasium                     |
| 30 de setembro de 2008    | Chengdu         | China            | Chengdu Stadium                         |
| 2 de outubro de 2008[D]   | Lijiang         | China            | Lijang Snow Mountain Festival           |
| 4 de outubro de 2008      | Xangai          | China            | Shanghai Stadium                        |
| 6 de outubro de 2008      | Pequim          | China            | Wukesong Indoor Stadium                 |

Festivais e Concertos Especiais
A  Este concerto faz parte do festival Musikfestival
B  Este concerto faz parte do festival Toms River Fest
C  Este concerto faz parte do Shenzhen International Summer Music Festival
D  Este concerto faz parte do Mountain Festival

### Shows cancelados
- 30 de abril, 2008 -      San Diego, Estados Unidos  -   Cox Arena
- 02 de maio, 2008 -	Phoenix, Estados Unidos	   -   Cricket Wireless Pavilion
- 03 de maio, 2008 -	Anaheim, Estados Unidos     -  Honda Center
- 04 de maio, 2008 -	Los Angeles, Estados Unidos  - Gibson Amphitheatre
- 06 de maio, 2008 -	Santa Barbara, Estados Unidos - Santa Barbara Bowl
- 07 de maio, 2008 -	San Jose, Estados Unidos   -   HP Pavilion
- 09 de maio, 2008 -	Spokane, Estados Unidos    -   Spokane Veterans Memorial Arena
- 10 de maio, 2008 -	Everett, Estados Unidos    -   Comcast Arena
- 15 de junho, 2008 -   Barcelona, Espanha       -   Palau D'Esportes de Badalona

### Dados de faturamento da turnê
| Local do evento                  | Cidade           | Ingressos vendidos/disponíveis | Faturamento |
| -------------------------------- | ---------------- | ------------------------------ | ----------- |
| Target Center                    | Minneapolis      | 5,657 / 8,312 (68%)            | $ 195,643   |
| Agganis Arena                    | Boston           | 3,606 / 4,683 (77%)            | $ 157,428   |
| Bell Centre                      | Montreal         | 9,104 / 9,636 (94%)            | $ 472,144   |
| John Labatt Centre               | London           | 8,968 / 8,968 (100%)           | $ 461,080   |
| Patriot Center                   | Fairfax          | 4,964 / 6,691 (74%)            | $ 218,484   |
| Philips Arena                    | Atlanta          | 6,016 / 8,347 (72%)            | $ 171,294   |
| Carling Academy Glasgow          | Glasgow          | 4,800 / 4,839 (99%)            | $ 261,386   |
| Manchester Evening News Arena    | Manchester       | 9,938 / 11,000 (97%)           | $ 540,414   |
| LG Arena                         | Birmingham       | 9,477 / 10,000 (95%)           | $ 515,176   |
| Cardiff International Arena      | Cardiff          | 3,695 / 3,800 (97%)            | $ 201,476   |
| Plymouth Pavilions               | Plymouth         | 2,000 / 2,000 (100%)           | $ 108,192   |
| Windsor Hall                     | Bournemouth      | 4,657 / 5,662 (82%)            | $252,121    |
| The O2 Arena                     | Londres          | 13,535 / 15,000 (97%)          | $ 787,493   |
| Verizon Wireless Amphitheater    | Maryland Heights | 17,956 / 20,606 (93%)          | $ 687,270   |
| Verizon Wireless Music Center    | Noblesville      | 18,817 / 24,249 (78%)          | $ 647,086   |
| Hersheypark Stadium              | Hershey          | 29,130 / 29,130 (100%)         | $ 1,782,950 |
| New England Dodge Music Center   | Hartford         | 21,830 / 21,830 (100%)         | $ 801,643   |
| Riverbend Music Center           | Cincinnati       | 14,924 / 20,319 (82%)          | $ 648,323   |
| Verizon Wireless Amphitheatre    | Charlotte        | 18,647 / 18,647 (100%)         | $ 777,974   |
| Time Warner Cable Music Pavilion | Raleigh          | 19,355 / 19,914 (97%)          | $ 685,949   |
| Sudbury Community Arena          | Sudbury          | 4,332 / 4,400 (98%)            | $ 224,312   |
| Molson Amphitheatre              | Toronto          | 12,500 / 12,500 (100%)         | $ 429,580   |
| Harbour Station                  | Saint John       | 3,855 / 4,283 (90%)            | $ 194,089   |
| Moncton Coliseum                 | Moncton          | 3,702 / 4,324 (86%)            | $ 187,414   |
| Halifax Metro Centre             | Halifax          | 6,297 / 7,735 (81%)            | $ 313,627   |
| Mile One Centre                  | St. John's       | 11,475 / 12,249 (94%)          | $5 77,039   |
| TOTAL                            | TOTAL            | 269,237 / 299,124 (89%)        | $12,299,587 |

## The Black Star Tour
A turnê The Black Star Tour tem como divulgação, o álbum Goodbye Lullaby. Avril começou os concertos em 30 de abril de 2011 nos países da Ásia, como China e  Indonesia. Por causa dos acidentes causados pelo Sismo e tsunami de Tohoku de 2011, Avril Lavigne cancelou os shows marcados no Japão em maio. Os mesmos foram remarcados para Março de 2012. Ao todo foram arrecadados mais de 35 milhões de dólares em 61 apresentações pelo mundo segundo dados da Billboard Boxscore.
Após algumas semanas, Avril anunciou sua primeira ida à América Central na ilha das Bahamas com um show marcado. A turnê ainda deverá percorrer a América do Sul, como primeira data marcado no Venezuela no CCCT.

### Apresentações no Brasil
Em 2011, a cantora voltou ao Brasil para cinco apresentações na turnê The Black Star Tour. Os dois primeiros dias foram marcados para 27 e 28 de julho em São Paulo, no Credicard Hall. Depois, ela fará um concerto em 31 de julho na casa de espetáculos Citibank Hall, no Rio de Janeiro. Estará no complexo de eventos Chevrolet Hall, em Belo Horizonte, em 2 de agosto e fechará a turnê no Ginásio Nilson Nelson, em Brasília, no dia 4 seguinte. Na página da Time For Fun, foi divulgado que os concertos de Lavigne no país estão entre os mais vendidos da empresa.
| “ | Eu amo o Brasil! | ” |

Após ficar muitas horas presa no aeroporto de Buenos Aires com atrasos e cancelamentos de voos, causado pelo vulcão Puyehue, localizado no sul do Chile, aproximadamente 4 horas antes do show, Avril chega ao Brasil em 27 de julho com toda sua equipe à São Paulo. Com atraso de quase uma hora para iniciar o show no Credicard Hall, já com todos os ingressos lotados, Avril Lavigne começou o espetáculo com um cover de Bad Reputation de Joan Jett logo em seguida com a canção Black Star. Entre o repertório, estavam "What the Hell", "Sk8er Boi", "Alice", "When You're Gone" e também um cover da canção "Airplanes", de B.o.B e Hayley Williams, "Smile", "I'm With You" e a pedidos do público presente, a canção "Nobody’s Home" e finalizou com o hit de 2002, "Complicated".
No Rio de Janeiro, Avril Lavigne embarcou em 29 de julho e ficou hospedada no hotel Fasano. Ela se apresentou no Citibank Hall com a casa lotada. Em Belo Horizonte e Brasília, Avril fez um cover da canção "Fix You" da banda Coldplay no Chevrolet Hall. A canadense encerrou suas apresentações no Brasil em Brasília para as mais de 8 mil pessoas presentes no Ginásio Nilson Nelson. Seu figurino era simples, como uma camisa da turnê, que era vendida nas aos redores do local. No começo do show, assim em todos os outros locais onde Avril passou pelo país, mostrava nos telões, trechos de videoclipes do filme Alice no País das Maravilhas. Em todas as aparições não continham efeitos especiais e coreografias. Na finalização do show na capital do Brasil, Avril disse que vai voltar para para casa, isso depois de gravar o clipe do terceiro single do álbum Goodbye Lullaby, "Wish You Were Here".

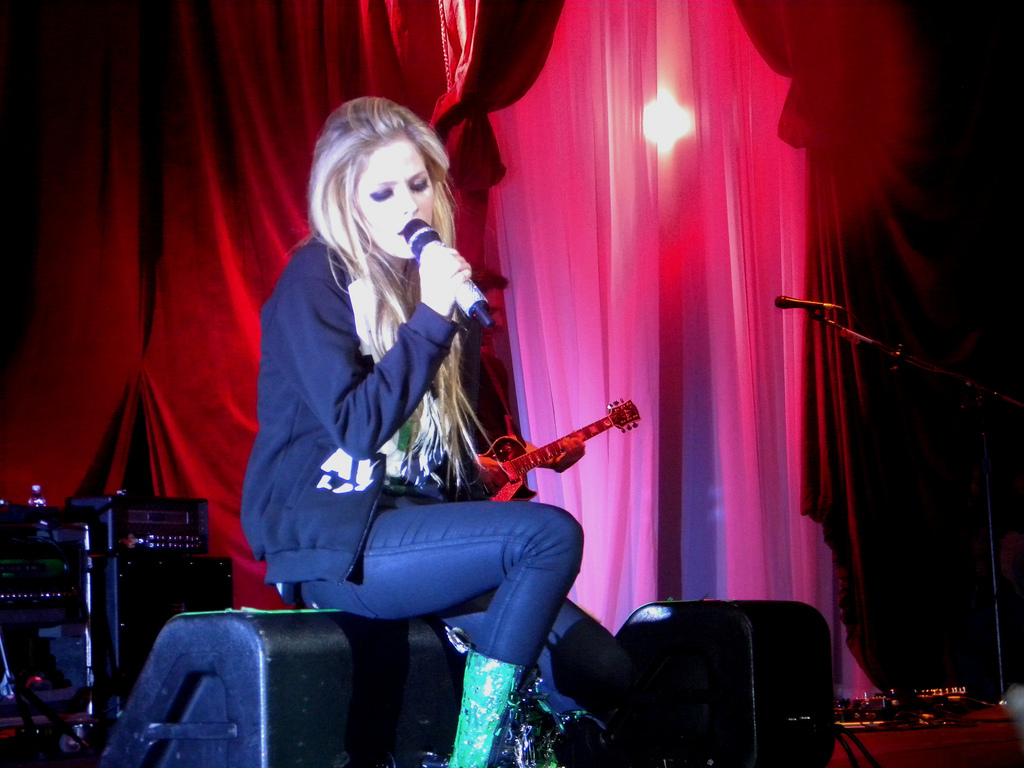
Avril Lavigne se apresentando no Credicard Hall, em São Paulo

A revista Billboard Brasil avaliou o show da Avril em São Paulo, no dia 27 de julho. Rodrigo Ortega, crítico da revista, disse que o atraso na chegada da cantora ao país, saiu da rotina de suas performances e parou para explicar as causas e parabenizou sua equipe que solucionou o problema. Ortega disse que quando Lavigne tocou as canções do álbum Goodbye Lullaby, o público presente conhecia todas as canções tanto quanto os outros três discos anteriores lançados por Avril, e nem sabia qual era o mais bem recebido pelas pessoas que lá estavam. Ele afirmou também que o espetáculo foi bem simples. Já o portal G1 da Globo, disse que Avril encerrou sua turnê no Brasil sem surpresas nem efeitos especiais. A repercussão do vídeo mostrando Avril sendo assustada por uma pessoa no show em Belo Horizonte no You Tube, mais de 295 mil visualizações, somadas as apresentações dela no AOL Music, 6 milhões, fez que o seu nome, subisse de 21ª para a 12ª na parada da Social 50 da Billboard, a pesquisa ainda contabiliza os ganhos de 350 mil novos fãs no Facebook e Twitter em apenas uma semana.

### Shows de Abertura
- Sonica (Venezuela)
- Cirse (Argentina)
- Lawson (Inglaterra)
- Evan Taubenfeld (Canadá)
- The Cab (Canadá)
- Vienna (Bélgica)
- MakeBelieve (Holanda)

### Repertórios
-
1. "Black_Star"
2. "What the Hell"
3. "Sk8er Boi"
4. "He Wasn't"
5. "I Always Get What I Want"
6. "Alice"
7. "When You're Gone"
8. "Stop Standing There"
9. "I Love You"
10. "Wish You Were Here"
11. "Unwanted" / "Freak Out" / "Losing Grip" (Instrumental)
12. "Airplanes" (cover de B.o.B feat.Hayley Williams do Paramore)
13. "My Happy Ending"
14. "Don't Tell Me"
15. "Smile"
16. "Push"
17. "I'm with You"
18. "Complicated"
19. "Girlfriend"

-
1. "Bad Reputation Video Montagem" (Joan Jett cover)
2. "Black Star"
3. "What the Hell"
4. "Sk8er Boi"
5. "He Wasn't"
6. "I Always Get What I Want"
7. "Alice "
8. "When You're Gone"
9. "Stop Standing There"
10. "Nobody's Home"
11. "Wish You Were Here"
12. "Unwanted" / "Freak Out" / "Losing Grip" (Instrumental)
13. "Girlfriend "
14. "Airplanes" (B.o.B feat. Hayley Williams)
15. "My Happy Ending"
16. "Don't Tell Me"
17. "Smile"
18. "I'm with You"
19. "What the Hell"
20. "Keep Holding On"
21. "Hot "
22. "Push"
23. "Complicated"

- "I Love You"  (Em alguns shows)
- "Everybody Hurts" (Somente em São Paulo, Rio de Janeiro e Belo Horizonte Brasil em  julho de 2011)
- "Fix You" ("Coldplay" Cover)  (Somente no Rio de Janeiro e Belo Horizonte e Brasília, Brasil em julho de 2011 e 04 de agosto)
- "I Can Do Better"  (Na Itália)
- "Tomorrow"  (Em alguns shows com Evan Taubenfeld)
- "The Best Years Of Our Lives"  (Em alguns shows com Evan Taubenfeld)

### Datas e locais
| Ásia                      |                 |                |                                 |
| 30 de abril de 2011[A]    | Pequim          | China          | Yuyang International Ski Resort |
| 2 de maio de 2011         | Shanghai        | China          | Shanghai Indoor Stadium         |
| 5 de maio de 2011         | Seoul           | Coreia do Sul  | Melon-AX Hall                   |
| 7 de maio de 2011         | Hong Kong       | Hong Kong      | AsiaWorld Arena                 |
| 9 de maio de 2011         | Singapura       | Singapura      | Singapore Indoor Stadium        |
| 11 de maio de 2011        | Jakarta         | Indonésia      | Kartika Expo Centre             |
| 13 de maio de 2011        | Taipei          | Taiwan         | TWTC Nangang Exhibition Hall    |
| América Central           |                 |                |                                 |
| 27 de maio de 2011[B]     | Paradise Island | Bahamas        | Atlantis Grand Ballroom         |
| América do Norte          |                 |                |                                 |
| 28 de maio de 2011[C]     | Tampa           | Estados Unidos | Tropicana Field                 |
| América do Sul            |                 |                |                                 |
| 18 de julho de 2011       | Caracas         | Venezuela      | Terraza del C.C.C.T             |
| 20 de julho de 2011       | Lima            | Peru           | Explanada del Monumental        |
| 22 de julho de 2011       | Santiago        | Chile          | Movistar Arena                  |
| 24 de julho de 2011       | Buenos Aires    | Argentina      | Estadio Malvinas Argentinas     |
| 27 de julho de 2011       | São Paulo       | Brasil         | Credicard Hall                  |
| 28 de julho de 2011       | São Paulo       | Brasil         | Credicard Hall                  |
| 31 de julho de 2011       | Rio de Janeiro  | Brasil         | Citibank Hall                   |
| 2 de agosto de 2011       | Belo Horizonte  | Brasil         | Chevrolet Hall                  |
| 4 de agosto de 2011       | Brasília        | Brasil         | Ginásio Nilson Nelson           |
| Ásia                      |                 |                |                                 |
| 13 de agosto de 2011[D]   | Osaka           | Japão          | QVC Marine Field                |
| 14 de agosto de 2011[D]   | Tóquio          | Japão          | Maishima Sports Island          |
| Europa                    |                 |                |                                 |
| 4 de setembro de 2011     | Moscou          | Rússia         | Megasports Arena                |
| 5 de setembro de 2011     | São Petesburgo  | Rússia         | Yubileyny Sports Palace         |
| 8 de setembro de 2011     | Turin           | Itália         | Palasport Olimpico              |
| 10 de setembro de 2011    | Roma            | Itália         | PalaLottomatica                 |
| 11 de setembro de 2011    | Milão           | Itália         | Mediolanum Forum                |
| 13 de setembro de 2011    | Amsterdã        | Países Baixos  | Heineken Music Hall             |
| 14 de setembro de 2011    | Bruxelas        | Bélgica        | Forest National                 |
| 16 de setembro de 2011    | Paris           | França         | Le Zénith                       |
| 17 de setembro de 2011    | Paris           | França         | Le Zénith                       |
| 19 de setembro de 2011    | Colônia         | Alemanha       | Palladium                       |
| 21 de setembro de 2011    | Londres         | Reino Unido    | HMV Hammersmith Apollo          |
| 22 de setembro de 2011    | Londres         | Reino Unido    | HMV Hammersmith Apollo          |
| 23 de setembro de 2011    | Manchester      | Reino Unido    | O2 Manchester Apollo            |
| América do Norte          |                 |                |                                 |
| 1 de outubro de 2011      | Victoria        | Canadá         | Save On Foods Memorial Centre   |
| 3 de outubro de 2011      | Vancouver       | Canadá         | Rogers Arena                    |
| 5 de outubro de 2011      | Prince George   | Canadá         | CN Centre                       |
| 6 de outubro de 2011      | Kamloops        | Canadá         | Interior Savings Centre         |
| 8 de outubro de 2011      | Kelowna         | Canadá         | Prospera Place                  |
| 10 de outubro de 2011     | Edmonton        | Canadá         | Rexall Place                    |
| 11 de outubro de 2011     | Calgary         | Canadá         | Scotiabank Saddledome           |
| 13 de outubro de 2011     | Regina          | Canadá         | Brandt Centre                   |
| 14 de outubro de 2011     | Winnipeg        | Canadá         | MTS Centre                      |
| 16 de outubro de 2011     | Sudbury         | Canadá         | Sudbury Arena                   |
| 17 de outubro de 2011     | Ottawa          | Canadá         | Scotiabank Place                |
| 19 de outubro de 2011     | Moncton         | Canadá         | Moncton Coliseum                |
| 20 de outubro de 2011     | Halifax         | Canadá         | Halifax Metro Centre            |
| 22 de outubro de 2011     | London          | Canadá         | John Labatt Centre              |
| 24 de outubro de 2011     | Toronto         | Canadá         | Air Canada Centre               |
| 25 de outubro de 2011     | Montréal        | Canadá         | Bell Centre                     |
| 7 de dezembro de 2011[E]  | Filadélfia      | Estados Unidos | Wells Fargo Center              |
| 10 de dezembro de 2011[F] | Sunrise         | Estados Unidos | BankAtlantic Center             |
| 13 de dezembro de 2011[G] | Orlando         | Estados Unidos | House of Blues                  |
| Ásia                      |                 |                |                                 |
| 4 de fevereiro de 2012    | Saitama         | Japão          | Saitama Super Arena             |
| 5 de fevereiro de 2012    | Saitama         | Japão          | Saitama Super Arena             |
| 6 de fevereiro de 2012    | Nagoya          | Japão          | Nippon Gaishi Hall              |
| 8 de fevereiro de 2012    | Fukuoka         | Japão          | Marine Messe Fukuoka            |
| 9 de fevereiro de 2012    | Osaka           | Japão          | Osaka-jō Hall                   |
| 11 de fevereiro de 2012   | Guangzhou       | China          | Guangzhou Arena                 |
| 14 de fevereiro de 2012   | Pequim          | China          | Mastercard Centre               |
| 16 de fevereiro de 2012   | Quezon City     | Filipinas      | Smart Araneta Coliseum          |
| 18 de fevereiro de 2012   | Kuala Lumpur    | Malásia        | Merdeka Stadium                 |

Festivais e outros eventos
A  Este show faz parte do China Valley International Music Festival.
B  Este show faz parte do Atlantis Festival 2011.
C  Este show faz parte do festival Rays Summer Concert Series.
D  Estes shows fazem parte do Summersonic Festival.
E  Este show faz parte do Q102's Jingle Ball.
F  Este show faz parte do Y100's Jingle Ball.
G  Este show faz parte do XL 106.7's XLent Xmas.

### Dados de pontuação da turnê
| Local                       | Cidade         | Ingressos vendidos / Disponíveis | Faturamento |
| --------------------------- | -------------- | -------------------------------- | ----------- |
| Terraza del C.C.C.T         | Caracas        | 2,217 / 6,000 (37%)              | $ 510,884   |
| Explanada del Monumental    | Lima           | 5,193 / 10,000 (52%)             | $ 348,633   |
| Movistar Arena              | Santiago       | 8,844 / 14,320 (62%)             | $439,345    |
| Estadio Malvinas Argentinas | Buenos Aires   | 6,658 / 6,680 (99%)              | $462,151    |
| Credicard Hall              | São Paulo      | 13,347 / 14,108 (95%)            | $980,009    |
| Citibank Hall               | Rio de Janeiro | 7,725 / 7,784 (99%)              | $591,976    |
| Chevrolet Hall              | Belo Horizonte | 5,186 / 5,500 (95%)              | $386,743    |
| Ginásio Nilson Nelson       | Brasília       | 5,038 / 9,000 (56%)              | $397,879    |
| Rexall Place                | Edmonton       | 5,484 / 9,047 (61%)              | $ 200,017   |
| Moncton Coliseum            | Moncton        | 1,988 / 2,580 (78%)              | $ 95,285    |
| Halifax Metro Centre        | Halifax        | 3,320 / 3,493 (96%)              | $ 162,175   |
| John Labatt Centre          | London         | 4,934 / 5,716 (87%)              | $ 199,784   |
| Air Canada Centre           | Toronto        | 6,383 / 6,383 (100%)             | $ 297,092   |
| Bell Centre                 | Montreal       | 3,809 / 4,790 (80%)              | $ 185,384   |
| BankAtlantic Center         | Sunrise        | 12,622 / 12,622 (100%)           | $ 820,370   |
| TOTAL                       | TOTAL          | 90,760 / 115,443 (79%)           | $ 5,982,442 |

## The Avril Lavigne Tour
A Avril Lavigne Tour é a turnê de suporte de seu quinto álbum autointitulado. Teve início na Ásia em 2014 com apresentações na China, Japão, Coreia do Sul, entre outros países. E já foi confirmado 5 apresentações no Brasil sendo duas em São Paulo e uma no Rio de Janeiro uma em Brasília e Belo Horizonte, uma em Santiago no Chile e uma em Buenos Aires na Argentina. Em agosto, a cantora anunciou sua volta da turnê ao Japão para cinco shows.

### Repertório
1. "Hello Kitty"
2. "Girlfriend"
3. "Rock N Roll"
4. "Here's to Never Growing Up"
5. "I Always Get What I Want"
6. "Hush Hush"
7. "Let Me Go"
8. "My Happy Ending"
9. "Don't Tell Me"
10. "Complicated"
11. "Bad Girl / The Beautiful People"
12. "He Wasn't"
13. "Losing Grip"
14. "17" (datas selecionadas)
15. "Sk8er Boi"
16. "Smile"
17. "What the Hell"
18. "I'm with You"

### Datas e locais
| Data                    | Cidade           | País           | Local                                        |
| Ásia                    | Ásia             | Ásia           | Ásia                                         |
| ----------------------- | ---------------- | -------------- | -------------------------------------------- |
| 31 de janeiro de 2014   | Osaka            | Japão          | Zepp                                         |
| 1 de fevereiro de 2014  | Tóquio           | Japão          | Studio Coast                                 |
| 3 de fevereiro de 2014  | Yokohama         | Japão          | National Convention Hall of Yokohama         |
| 4 de fevereiro de 2014  | Tóquio           | Japão          | Nippon Budokan                               |
| 5 de fevereiro de 2014  | Tóquio           | Japão          | Nippon Budokan                               |
| 7 de fevereiro de 2014  | Nagoya           | Japão          | Nippon Gaishi Hall                           |
| 8 de fevereiro de 2014  | Osaka            | Japão          | Intex International Conference Hall          |
| 11 de fevereiro de 2014 | Bangkok          | Tailândia      | Impact Arena                                 |
| 13 de fevereiro de 2014 | Chek Lap Kok     | Hong Kong      | AsiaWorld–Arena                              |
| 15 de fevereiro de 2014 | Kallang          | Singapura      | Singapore Indoor Stadium                     |
| 17 de fevereiro de 2014 | Quezon City      | Filipinas      | Smart Araneta Coliseum                       |
| 19 de fevereiro de 2014 | Seoul            | Coreia do Sul  | Olympic Hall                                 |
| 21 de fevereiro de 2014 | Shanghai         | China          | Mercedes-Benz Arena                          |
| 23 de fevereiro de 2014 | Guangzhou        | China          | Guangzhou Arena                              |
| 25 de fevereiro de 2014 | Wuhan            | China          | Huazhong University of Science Optical       |
| 28 de fevereiro de 2014 | Nanjing          | China          | Nanjing Olympic Sports Center Gymnasium      |
| 2 de março de 2014      | Pequim           | China          | Mastercard Arena                             |
| 4 de março de 2014      | Hanzhou          | China          | Yellow Dragon Arena                          |
| 7 de março de 2014      | Chendu           | China          | Sichuan Gymnasium                            |
| 9 de março de 2014      | Shenzhen         | China          | Shenzen Arena                                |
| 12 de março de 2014     | Jakarta          | Indonésia      | Istora Senayan                               |
| 14 de março de 2014     | Kuala Lumpur     | Malásia        | Stadium Merdeka                              |
| América Latina          |                  |                |                                              |
| 29 de abril de 2014     | São Paulo        | Brasil         | Citibank Hall                                |
| 30 de abril de 2014     | São Paulo        | Brasil         | Citibank Hall                                |
| 2 de maio de 2014       | Rio de Janeiro   | Brasil         | Citibank Hall                                |
| 3 de maio de 2014       | Belo Horizonte   | Brasil         | Chevrolet Hall                               |
| 4 de maio de 2014       | Brasília         | Brasil         | Opera Hall                                   |
| 7 de maio de 2014       | Buenos Aires     | Argentina      | Malvinas Argentinas                          |
| 9 de maio de 2014       | Santiago         | Chile          | Movistar Arena                               |
| 13 de maio de 2014      | Monterrey        | México         | Arena Monterrey                              |
| 14 de maio de 2014      | Guadalajara      | México         | Auditorio Telmex                             |
| 15 de maio de 2014      | Cidade do México | México         | Mexico City Arena                            |
| América do Norte        |                  |                |                                              |
| 22 de maio de 2014      | Seattle          | Estados Unidos | WaMu Theater                                 |
| 24 de maio de 2014      | Sacramento       | Estados Unidos | Sleep Train Amphitheatre                     |
| 25 de maio de 2014      | Mountain View    | Estados Unidos | Shoreline Amphitheatre                       |
| 28 de maio de 2014      | San Diego        | Estados Unidos | Viejas Arena                                 |
| 29 de maio de 2014      | Los Angeles      | Estados Unidos | The Forum                                    |
| 30 de maio de 2014      | Las Vegas        | Estados Unidos | Planet Hollywood Resort and Casino           |
| 31 de maio de 2014      | Las Vegas        | Estados Unidos | Planet Hollywood Resort and Casino           |
| 2 de junho de 2014      | Albuquerque      | Estados Unidos | Isleta Amphitheater                          |
| 4 de junho de 2014      | Corpus Christi   | Estados Unidos | American Bank Center Arena                   |
| 5 de junho de 2014      | Houston          | Estados Unidos | Cynthia Woods Mitchell Pavilion              |
| 6 de junho de 2014      | Oklahoma City    | Estados Unidos | Chesapeake Energy Arena                      |
| 7 de junho de 2014      | Kansas City      | Estados Unidos | Starlight Theatre                            |
| 9 de junho de 2014      | Omaha            | Estados Unidos | CenturyLink Center Omaha                     |
| 10 de junho de 2014     | St. Paul         | Estados Unidos | Xcel Energy Center                           |
| 11 de junho de 2014     | Chicago          | Estados Unidos | FirstMerit Bank Pavilion at Northerly Island |
| 13 de junho de 2014     | Indianapolis     | Estados Unidos | Klipsch Music Center                         |
| 14 de junho de 2014     | Pittsburgh       | Estados Unidos | First Niagara Pavilion                       |
| 15 de junho de 2014     | Cincinnati       | Estados Unidos | Riverbend Music Center                       |
| 17 de junho de 2014     | Detroit          | Estados Unidos | DTE Energy Music Theatre                     |
| 18 de junho de 2014     | Darien Lake      | Estados Unidos | Darien Lake Performing Arts Center           |
| 20 de junho de 2014     | Boston           | Estados Unidos | Xfinity Center                               |
| 21 de junho de 2014     | Philadelphia     | Estados Unidos | Susquehanna Bank Center                      |
| 22 de junho de 2014     | Wantagh          | Estados Unidos | Nikon at Jones Beach Theater                 |
| 25 de junho de 2014     | Northfield       | Estados Unidos | Hard Rock Rocksino Northfield Park           |
| 28 de junho de 2014     | Ledyard          | Estados Unidos | Foxwoods Resort Casino                       |
| Ásia                    |                  |                |                                              |
| 13 de agosto de 2014    | Nagoya           | Japão          | Zepp                                         |
| 14 de agosto de 2014    | Fukuoka          | Japão          | Zepp                                         |
| 16 de agosto de 2014    | Osaka            | Japão          | Maishima Summer Sonic                        |
| 17 de agosto de 2014    | Tóquio           | Japão          | QVC Marine Field & Makuhari Messe            |
| 19 de agosto de 2014    | Sapporo          | Japão          | Zepp                                         |